# Les Wilson (Radsportler)
Leslie „Les“ Wilson (* 3. Januar 1926 in Leeds; † 20. Januar 2006 in Canterbury) war ein britischer Radrennfahrer und nationaler Meister im Radsport.

## Sportliche Laufbahn
Wilson war Teilnehmer der Olympischen Sommerspiele 1952 in Helsinki. Im Tandemrennen wurde er beim Sieg von Lionel Cox und Russell Mockridge mit Alan Bannister als Partner 5. des Wettbewerbs.
1952 gewann er mit Alan Bannister die nationale Meisterschaft im Tandemrennen. Von 1953 bis 1956 startete er als Unabhängiger, dann als Berufsfahrer. Er siegte 1953 im Eintagesrennen Manchester–Birmingham und gewann 1954 das Etappenrennen Bournemouth Three Day.